# Kalovo (Nogradska županija, Mađarska)
Kalovo (mađ. Kálló) je selo na sjevernom dijelu istočne polovine Mađarske. Uz granicu s Peštanskom županijom, sjeverno od hrvatskog prstena naselja. Kalovski je hrvatski toponim zabilježio Živko Mandić u podunavskom selu Senandriji.

## Upravna organizacija
Upravno pripada pastanskoj mikroregiji u Nogradskoj županiji. U selu djeluje romska manjinska samouprava. Poštanski je broj 2175.

## Stanovništvo
U Kalovu je prema popisu 2001. živjelo 1446 Kalovaca i Kalovka, većinom Mađara, 23% Roma, nešto malo Rusina i Slovaka i drugih.